# 汪道誠
汪道誠（1780年—1865年），江西饒州府樂平（今江西省樂平縣）人，清朝軍事將領，武狀元。
嘉慶七年，武舉中試；嘉慶十四年（1809年），登進士一甲第一名，授頭等侍衛。嘉慶二十年，任福建遊擊。嘉慶二十三年，任福建詔安營遊擊。道光二年，任泉州城守營參將。道光四年，署理督標中營副將。道光五年，任福州營副將。道光八年，任直隸天津鎮總兵。道光十二年，任雲南鶴麗鎮總兵，同年改浙江處州鎮總兵。道光十八年，署理浙江提督，后授雲南提督。